# Alan Paton
Alan Paton (født 11. januar 1903, død 12. april 1988) var en sydafrikansk forfatter og anti-apartheidaktivist. Han var medstifter af Liberal Party of South Africa, som var imod apartheid.
Alan Paton er født og opvokset i Sydafrika. Han afsluttede sine studier ved University of Natal i 1922. Herefter underviste han bl.a. i matematik og kemi ved Ixopo High School til 1928. Senere blev han leder af Diepkloof Reformatory – en opdragelsesanstalt for unge kriminelle. Hans første og mest berømte roman Cry, the Beloved Country (da: Ve, mit elskede Land) indbragte så mange indtægter, at han kunne trække sig tilbage og koncentrere sig om partiarbejdet og forfatterskabet. Pga. hans åbenlyse apartheidmodstand blev hans pas inddraget i 1960.